# Joseph Massino
Joseph Massino (New York, 10 januari 1943 – aldaar, 14 september 2023) was een Amerikaanse crimineel, die na zijn arrestatie in 1987 werd bestempeld door de media als "The Last Don". Van de vijf grote families binnen de Italiaans-Amerikaanse maffia in New York (Bonanno, Gambino, Colombo, Genovese en Lucchese) was hij namelijk de laatste baas die werd ingerekend.
Hij stond terecht voor onder andere afpersing, samenzwering, witwassen, illegale gokpraktijken en zeven moorden. Door zijn hulp bij het uitroeien van opstootjes binnen de familie Bonanno maakte Massino snel carrière in deze bende. Onder zijn leiding werd er ook een maffiamassagraf aangelegd, dat 'The Hole' werd genoemd. 
Uiteindelijk gaf Massino zichzelf aan bij de New Yorkse politie. Hij kreeg een levenslange gevangenisstraf en was de eerste maffiabaas die als informant aan de slag ging.
Massino overleed na korte ziektebed op 80-jarige leeftijd.